# Crédit du Nord
Crédit du Nord là một mạng lưới ngân hàng bán lẻ của Pháp. Nó bao gồm các ngân hàng sau:
- Banque Courtois, Toulouse, Aquitaine (ngân hàng lâu đời nhất ở Pháp, được thành lập năm 1760)
- Banque Kolb, Alsace, Lorraine
- Banque Laydernier, Savoy
- Banque Nuger, Massif Central
- Banque Rhône-Alpes, Lyon
- Banque Tarneaud, Limoges
- Société Marseillaise de Crédit, Marseille
- Phần còn lại của Crédit du Nord thuộc về Pháp
- Gilbert Dupont, một công ty môi giới chứng khoán

Crédit du Nord chủ yếu thuộc sở hữu của Société Générale nhưng được điều hành tách biệt khỏi mạng lưới ngân hàng bán lẻ Pháp của Société Générale. Crédit du Nord chuyên phục vụ các chuyên gia và doan nghiệp nhỏ. Nó phục vụ khoảng 1,5 triệu khách hàng tại hơn 700 cửa hàng (2006).

## Lịch sử
Crédit du Nord khởi đầu tại Lille vào năm 1848.